# Kígyóaknás ezüstmoly
A kígyóaknás ezüstmoly (Lyonetia clerkella) a valódi lepkék (Glossata) alrendjébe tartozó ezüstös fehérmolyfélék (Lyonetiidae) családjának egyik, Magyarországon is ismert faja.

## Elterjedése, élőhelye
Ez az eurázsiai faj Európa mérsékelt és északi területei mellett a Földközi-tenger medencéjében is általános. Hazánkban is mindenfelé megtalálható.

## Megjelenése
Első szárnyainak belső fele rajzolatmentes, fénylő fehér. A szárny külső harmadát egy
nagy, sötét, négyszögletes sárgásbarna folt uralja. A rojt mintázata jellegzetes: fehér és barna csíkok váltogatják egymást. A fej és a tor fehér. Szárnyának fesztávolsága 8–10 mm.

## Életmódja
A régebbi szerzők két nemzedékű fajnak tartották, az újabb megfigyelések azonban valószínűsítik, hogy egy-egy évben három nemzedéke kel ki.
Polifág hernyója a lombkorona- és cserjeszintben él, ahol elsősorban a rózsafélék (Rosaceae) közé tartozó gyümölcsfákon aknázik. Fő tápnövényei:
- alma,
- körte,
- birs,
- naspolya,
- szilva,
- cseresznye.

Gyakran fordul elő a:
- galagonyán (Crataegus),
- fanyarkán (Ameladrier),
- berkenyén (Sorbus),
- madárbirsen (Cotoneaster),
- en (Cerasus laurocerasus).

Ritkábban megtalálható:
- a nyírfán (Betula) és
- a gesztenyén (Castanea).

Ritkán a komlón is megtelepszik.
Nevét arról kapta, hogy aknája jellegzetesen „kígyózó”, igen hosszú. Vékonyan kezdődik és fokozatosan szélesedik, de mindvégig keskeny marad. Az akna középvonalában végig látható a hernyó ürüléke. Ha egy levélen több akna van, azok keresztezhetik egymást, sőt, a hernyó a saját aknáján is keresztülrághatja magát.

## Külső hivatkozások
- Mészáros Zoltán – Szabóky Csaba: A magyarországi molylepkék gyakorlati albuma. Budapest: Agroinform. 2005.  arch Hozzáférés: 2018. április 6. (PDF)